# Batrachoseps robustus
Batrachoseps robustus es una especie de salamandra en la familia Plethodontidae.
Es endémica de los Estados Unidos.
Su hábitat natural son los manantiales.
Está amenazada de extinción debido a la destrucción de su hábitat.